# 오브 몬스터스 앤 맨
오브 몬스터스 앤 맨(Of Monsters and Men)은 아이슬란드의 밴드이다.